# Thyreotus bimaculatus
Thyreotus bimaculatus is een hooiwagen uit de familie Epedanidae.